# Eumerus niveitibia
Eumerus niveitibia är en tvåvingeart som beskrevs av Becker 1921. Eumerus niveitibia ingår i släktet månblomflugor, och familjen blomflugor.
Artens utbredningsområde är Grekland. Inga underarter finns listade i Catalogue of Life.